# Alfredo Campo
Alfredo José Campo Vintimilla (Cuenca, 2 de marzo de 1993) es un ciclista olímpico y empresario ecuatoriano.
Participó en los Juegos Olímpicos de Río 2016, Tokio 2020 y Paris 2024. Además tiene su propia línea de bicicletas llamada Alcavi.

## Carrera
BMX Juegos Panamericanos 2015
Quedó vicecampeón de BMX masculino en los Juegos Panamericanos de Toronto 2015.
 BMX Juegos Panamericanos 2019
Obtuvo la medalla de oro en el BMX masculino de los Juegos Panamericanos de Lima 2019.
Diploma Olímpico en BMX de quinto lugar en Tokio 2020